# Kamarilla
Unter Kamarilla oder Camarilla (spanisch, metonymisch aus camarilla „Kämmerchen“, „Privatkabinett des Königs“; Diminutiv von cámara „Kammer“) versteht man eine Günstlingspartei, die nicht den offiziellen Regierungsorganen angehört, aber ohne Befugnis und Verantwortung Einfluss auf die Entscheidungen eines Herrschers ausübt. Diese Partei trat in Spanien nach der Restauration des Königs Ferdinand VII. in der Zeit von 1814 bis 1830 hervor. Später wurde die Bezeichnung auf andere Höfe übertragen.

## Bekannte Kamarillen

### Kamarilla um Friedrich Wilhelm IV.
Die Kamarilla um den preußischen König Friedrich Wilhelm IV. war ein Kreis, der versuchte, eine konservative Politik im Hinblick auf die revolutionären Ereignisse des Jahres 1848 durchzusetzen. Ihm werden zugerechnet der königliche Generaladjutant und preußische Militärbevollmächtigte in St. Petersburg, der Generalleutnant Friedrich Wilhelm von Rauch, der Staatsminister Ludwig von Massow, der Hofmarschall Graf Keller, Leopold von Gerlach, Ernst Ludwig von Gerlach, der Flügeladjutant und Major Edwin von Manteuffel, später auch der Kabinettsrat Marcus von Niebuhr. Als Ratgeber des Zirkels fungierten die konservativen Dogmatiker Heinrich Leo und Friedrich Julius Stahl, im Herbst und Winter 1848 kamen auch Otto von Bismarck und Hans Hugo von Kleist-Retzow hinzu. Weiterhin standen ihr nahe der alte Feldmarschall Friedrich Karl Emil zu Dohna-Schlobitten und der Konsistorialpräsident Carl Otto von Voss.
Das Wirken der Kamarilla um Friedrich Wilhelm IV. ist im Nachlass Ernst Ludwig von Gerlachs im Gerlach-Archiv an der Universität Erlangen-Nürnberg dokumentiert.

### Der Liebenberger Kreis um Wilhelm II.
Die Kamarilla um den Deutschen Kaiser Wilhelm II. wurde als Liebenberger Kreis bezeichnet. Zu ihnen gehörte unter anderem Richard zu Dohna-Schlobitten und Philipp zu Eulenburg, der zu den engen Freunden des Kaisers zählte. Der Publizist Maximilian Harden griff den Kreis an, weil er seiner Auffassung nach für das vermeintlich zu zögerliche Handeln Wilhelms II. in der Ersten Marokko-Krise verantwortlich war. Harden griff den Kreis nicht direkt an, sondern startete einen Angriff gegen den Fürst Philipp zu Eulenburg mit dem Vorwurf der Homosexualität. Die Harden-Eulenburg-Affäre zählt zu den größten Skandalen des Wilhelminischen Zeitalters.

### Brünings „Preußische Kamarilla“ während der Weimarer Republik
Heinrich Brüning, konservativer Zentrumspolitiker und erster Reichskanzler eines Präsidialkabinetts der Weimarer Republik, berichtet in seinen nach seinem Tode im Jahre 1970 herausgegebenen Memoiren über eine Gruppe, die nach dem gescheiterten Kapp-Putsch im März 1920 den Versuch einer „gründlichen Reinigung der gesamten Verwaltungen von gegenrevolutionären Persönlichkeiten, besonders solchen in leitenden Stellen, und ihren Ersatz durch zuverlässige Kräfte“ unternahmen. Er nennt diese Gruppe „jüngerer Leute, leidenschaftlich antichristlich, aber eng verbunden mit dogmatisch linksgerichteten Journalisten der Zentrumspartei“  die „Preußische Kamarilla“, mit der er während seiner Amtszeit im preußischen Wohlfahrtsministerium (1919–1924) andauernd stille Kämpfe zu führen hatte. Seiner Einschätzung nach hatte die linke Kamarilla im preußischen Staat eine schädliche Wirkung auf die innere Politik und stellte später das Bild der Geschichte auf die erste Deutsche Republik verzerrt dar. „Die Angehörigen der Kamarilla haben später als Emigranten im Auslande ein Zerrbild der Geschichte der Weimarer Republik geschaffen.“

### Kamarilla um Paul von Hindenburg
In Darstellungen und Betrachtungen der Geschichte der Weimarer Republik wird der Begriff Kamarilla gelegentlich auf das Umfeld des zweiten deutschen Reichspräsidenten Paul von Hindenburg angewendet. Den Männern der „Hindenburg-Kamarilla“ wird dort zumeist eine maßgebliche (Mit-)Verantwortung für das politische Wirken Hindenburgs in der Ära der Präsidialkabinette zugeschrieben. Aufgrund dieser Rolle wird der Kamarilla häufig eine direkte oder indirekte Mitverantwortung für die von Hindenburg vollzogene Ernennung Hitlers zum Reichskanzler am 30. Januar 1933 angelastet.
Die früheste nachweisbare Verwendung des Begriffs Kamarilla in Bezug auf den Beraterkreis um Hindenburg ist eine Rede, die der bayerische Politiker Fritz Schäffer am 10. Juni 1932 in München hielt, in der er von einer Kamarilla sprach, die den Reichspräsidenten „einseitig zu informieren bemüht“ sei.
Personen, die häufig dem Kreis der „Hindenburg-Kamarilla“ zugerechnet werden, sind:
- Otto Meissner, der als Staatssekretär im Reichspräsidentenpalais seit Hindenburgs Wahl zum Staatsoberhaupt im Sommer 1925 dessen Büro leitete und sich bis zu Hindenburgs Tod 1934 ständig in der unmittelbaren Nähe zu ihm aufhielt.
- Hindenburgs Sohn Oskar von Hindenburg, der seinem Vater von 1925 bis 1934 als Reichswehradjutant zur Seite stand und ihn überall hin begleitete, weshalb er in der Bevölkerung spöttisch „der in der Verfassung nicht vorgesehene Sohn des Reichspräsidenten“ genannt wurde.
- Kurt von Schleicher, Leiter der politischen Abteilung im Reichswehrministerium (1928–1932) und Reichswehrminister (1932–1933), den Hindenburg seit seiner Tätigkeit als Generalstabsoffizier im von ihm, Hindenburg, geleiteten Großen Hauptquartier der deutschen Führung im Ersten Weltkrieg als „schlauen Kopf“ schätzte und der seit 1925 im Hause Hindenburg ein und aus ging.
- Der Zentrumspolitiker Franz von Papen, der mit seiner Ernennung zum Reichskanzler Ende Mai 1932 ins engere Umfeld des Präsidenten stieß.
- Elard von Oldenburg-Januschau, Großagrarier und Reichstagsabgeordneter der DNVP, der das Nachbargut von Hindenburgs ostpreußischem Stammsitz Neudeck bewohnte.

Meissners Sohn Hans-Otto Meissner kritisierte die Verwendung des Begriffs „Kamarilla“ für das Hindenburg-Umfeld später wie folgt: 

„Oft verwendet der unwissende Sprecher den Ausdruck Kamarilla für den Kreis der engen Mitarbeiter des Präsidenten. [...] Nach Geheimbündelei soll das riechen, nach einer im Hintergrund agierenden Schattenregierung, gewissermaßen nach Verschwörung gegen die Verfassung. [...] In unserer Zeit ist daraus [aus dem Wort Kamarilla] ein zutiefst abwertender Begriff geworden, eine Menschengruppe, die abzulehnen ist. Tatsächlich war es jahrhundertelang die durchaus korrekte Bezeichnung für den Freundeskreis, für den Stab von Mitarbeitern um eine führende Persönlichkeit. Jeder Fürst, jeder Präsident, jeder Feldmarschall hatte in diesem Sinne ein Kamarilla, anders ging es nicht und immer wird es so bleiben. Nur redet man heute von seinem Stab oder engsten Umgebung.“